# تامی پول
تامی پول (انگلیسی: Tommy Pool; ۱۰ فوریهٔ ۱۹۳۵ – ۷ ژوئیهٔ ۱۹۹۰) ورزشکار ورزش تیراندازی اهل ایالات متحده آمریکا بود.
وی در مسابقات کشوری و بین‌المللی در مجموع برندهٔ ۱ مدال برنز شده‌است.